# Lombard, Doubs
Lombard är en kommun i departementet Doubs i regionen Bourgogne-Franche-Comté i östra Frankrike. Kommunen ligger i kantonen Quingey som tillhör arrondissementet Besançon. År 2022 hade Lombard 195 invånare.

## Befolkningsutveckling
Antalet invånare i kommunen Lombard
Referens:INSEE